# Ejido Libertad Número Dos
Ejido Libertad Número Dos är en ort i Mexiko.   Den ligger i kommunen Culiacán och delstaten Sinaloa, i den västra delen av landet, 1 000 km nordväst om huvudstaden Mexico City. Ejido Libertad Número Dos ligger 65 meter över havet och antalet invånare är 255.
Terrängen runt Ejido Libertad Número Dos är huvudsakligen platt, men åt nordost är den kuperad. Runt Ejido Libertad Número Dos är det mycket glesbefolkat, med 6 invånare per kvadratkilometer. Närmaste större samhälle är Villa de Costa Rica, 18,7 km nordväst om Ejido Libertad Número Dos. Omgivningarna runt Ejido Libertad Número Dos är en mosaik av jordbruksmark och naturlig växtlighet.